# Diamesa planistyla
Diamesa planistyla är en tvåvingeart som beskrevs av Reiss 1968. Diamesa planistyla ingår i släktet Diamesa och familjen fjädermyggor.
Artens utbredningsområde är Nepal. Inga underarter finns listade i Catalogue of Life.